# Rokometni klub Radovljica
Rokometni klub Frankstahl Radovljica je slovenski rokometni klub iz Radovljice. Njihova domača dvorana je športna dvorana SGTŠ Radovljica . Člansko moštvo igra v 1.B moški državni rokometni ligi, kar je druga slovenska liga.  

## Zgodovina
Rokomet se v Radovljici igra že od leta 1957. Čeprav je bil to od nekdaj klub ljubiteljskih igralcev rokometa, so se v sezoni 67/68 uvrstili v Consko Ljubljansko ligo, ko so osvojili naslov prvaka 1. Gorenjske lige pred trenutnim prvoligašem RD Škofja Loka. Po osamosvojitvi Slovenije je klub pričel s tekmovanjem v 2.B državni ligi, v sezoni 95/96 napredoval v 2.A državno ligo in v sezoni 20/21 napredoval v 1.b moško državno rokometno ligo. 
Klub RK Radovljica se že od leta 2004 ukvarja z mladimi. Klub je iz leta v leto rastel, dopolnjevalo se je število ekip do popolne postave, ko so imeli v sezoni 20/21 ekipe vseh kategorij: mini rokomet, mlajši dečki A, B in C, starejši dečki A in B, kadeti, mladinci in člani.
Ravno zaradi vlaganja v rokometno šolo, se klub RK Radovljica lahko pohvali z vsakoletnimi odličnimi rezultati v tekmovanju mladih. Najboljši dosežki v zadnjih letih so osvojitev naslova državnega prvaka v kategoriji mlajših dečkov B sezona 14/15 in uvrstitev mladinske ekipe v 1. mladinsko ligo v sezoni 21/22.
V sezoni 2023 / 2024 je ekipa nastopala v 1.B državni rokometni ligi in zasedla 2. mesto, ki vodi v dodatne kvalifikacije. Zaradi nekoliko spremenjenega sistema tekmovanja so iz 1.A državne rokometne lige neposredno izpadle ekipe ŠRD Škofljica, MRK Ljubljana in RK Dobova, ekipa z 11. mesta RD Urbanscape Loka pa je igrala kvalifikacije. Prva tekma kvalifikacij je bila odigrana v Športni dvorani Poden, ko je bila z 33 - 31 boljša ekipa iz Škofje Loke, druga tekma pa je bila odigrana v dvorani SGTŠ Radovljica, kjer je bil rezultat ponovno v korist Ločanov. 
V sezoni 2024 / 2025 ekipa nastopa v 1.B državni rokometni ligi. 

## Trenutna ekipa
sezona 2024/2025
| št. | pozicija         | narod     | igralec              |
| --- | ---------------- | --------- | -------------------- |
| 44  | srednji zunanji  | Slovenija | Jan Debelak          |
| 73  | desni zunanji    | Slovenija | Žan Debelak          |
| 97  | levi zunanji     | Slovenija | Matej Muršec         |
| 19  | krožni napadalec | Slovenija | Luka Ferjan          |
| 6   | desno krilo      | Slovenija | Jošt Maček           |
| 11  | levo krilo       | Slovenija | Miha Grašič          |
| 4   | levo krilo       | Slovenija | Drejc Polančec       |
| 45  | levi zunanji     | Slovenija | Rok Lukan            |
| 9   | krožni napadalec | Slovenija | Enej Kofol           |
| 24  | levo krilo       | Slovenija | Feliks Strehar       |
| 13  | krožni napadalec | Slovenija | Žiga Naglič          |
| 6   | desno krilo      | Slovenija | Andraž Belič Pfajfar |
| 13  | levi zunanji     | Slovenija | Luka Pristavec       |
| 7   | levo krilo       | Slovenija | David Večko          |
| 14  | krožni napadalec | Slovenija | Gregor Selan         |
| 84  | desno krilo      | Slovenija | Tristan Blažič       |
| 16  | vratar           | Slovenija | Sergej Selan         |
| 77  | vratar           | Slovenija | Luka Pikovnik        |
| 1   | vratar           | Slovenija | Luka Komar           |
| 12  | vratar           | Slovenija | Matic Urevc          |

Uradne osebe:
| Trener            | Slovenija | Jaka Keše        |
| Pomočnik trenerja | Slovenija | Goran Debelak    |
| Vodja moštva      | Slovenija | Boštjan Završnik |